# Droopy Dog
Droopy Dog (zumeist kurz Droopy genannt;  in der deutschen Übersetzung Drops) ist eine Zeichentrickfigur, die 1943 von Tex Avery für die Cartoons von Metro-Goldwyn-Mayer geschaffen wurde.

## Die Figur
Droopy ist ein pummelig-untersetzter, kleiner weißer Basset mit strubbeligem, orangefarbenem Kopfhaar, hängenden Lefzen, einem Stummelschwanz, niederfallenden, schlaftrunken-bläulich umschriebenen, beinahe zuquellenden Augenlidern, einer schwarzen Stupsnase, länglich-schmalen Hängeohren und milden bis weichlichen Gesichtszügen.
Sein hervorstechendster Charakterzug ist sein nahezu fehlendes Mienenspiel und seine minimalistische Gestik. Die Lefzen hängen meist regungslos herunter. Seine Aussprache ist schleppend-monoton und zungenschwer. Droopy scheint immer um die Vermeidung unnötiger Worte bemüht zu sein. Diese Eigenschaften führen dazu, dass Droopy zumeist einen betont phlegmatisch-trübsinnig, mitunter auch melancholischen Eindruck beim Publikum erweckt.
In seinen Cartoons nutzte man seine Bewegungsarmut für einen Running Gag, indem man den Zuschauer glauben machte, Droopy sei tatsächlich sehr agil, aber immer nur dann, wenn die Kamera sich gerade von ihm abwendet.
In vielen Cartoons zeigt Droopy eine ausgeprägte Affinität zu erotischen Frauen, die für den possierlichen Droopy ihrerseits eine große Schwäche haben.
Ironischerweise trug Droopy in seinen frühen Filmen den sprechenden Namen Happy Hound, der auf humorvoll-antonyme Weise mit seinem äußeren Erscheinungsbild und seiner Wesensart kontrastierte. 1949 wurde der Happy Hound in Droopy umbenannt. Der Name Droopy ist ebenfalls ein sprechender Name, der sich von dem englischen Adjektiv droopy ableitet, welches so viel wie „herabhängend“ bedeutet und sich seinerseits von dem Verb to droop ableitet, welches so viel wie „erlahmen; fallen; herabhängen“ heißt und sich auf Droopys erlahmte Wesensart bezieht.
Droopys charakteristisch gedämpfte Stimme ist der Figur des Wallace Wimple aus der Radio-Comedysendung „Fibber McGee and Molly“ nachempfunden, dessen Sprecher Bill Thompson Droopy im Original auch seine Stimme lieh.
Droopy war auf keine feste Umgebung festgelegt und schlüpfte dementsprechend in den Cartoons der 1940er und 1950er Jahre häufig in karnevaleske Rollen, so u. a. als Mountie, als Cowboy, Hilfssheriff oder Liebhaber von Dixieland-Musik. Die Charakterisierung der Figur stand im Vordergrund, wohingegen ihr Umfeld beliebig austauschbar war.

## Geschichte
Avery kreierte Droopy als eine Oppositionsfigur zu seiner zweiten bekannten Schöpfung, dem hyperaktiv-überdrehten Eichhörnchen Screwy Squirrel (sinngemäß „verrücktes Eichhörnchen“).
Seinen ersten Auftritt in einem Zeichentrickfilm hatte er in dem Cartoon „Dumb-Hounded“, der am 20. März 1943 als Vorfilm in die Kinos kam. Der Titel des Films ist ein nicht übersetzbares Wortspiel: dumb bedeutet ursprünglich taub, beschreibt aber auch eine Mischung aus Behäbigkeit und Dümmlichkeit; hound ist der Hund. Dumbfounded bedeutet im Englischen, dass es jemandem die Sprache verschlagen hat, also bedeutet dumb-hounded wörtlich etwa „Dumm-Hund“ mit der Konnotation der Sprachlosigkeit, welches einen Verweis auf die Wortarmut Droopys darstellt.
Berühmt geworden ist Droopys erste Szene in diesem Cartoon, in der er gemächlich ins Bild schlendert, das Publikum anblickt und ihm eröffnet: „Hallo Ihr fröhlichen Leute… Wisst Ihr was? Ich bin der Held.“ In diesem Kurzfilm setzt Droopy als Spürhund eines Gefängnisses einem entflohenen Sträfling nach, der bei jeder Begegnung vor ihm Reißaus nimmt und sich an einer immer anderen – immer absurderen, scheinbar unmöglich zu erreichenden Stelle – vor ihm versteckt, nur um festzustellen, dass der behäbige Droopy ihn dort bereits seelenruhig erwartet. Dieser Cartoon hat unverkennbar seine Wurzeln in der alten Geschichte vom Wettlauf zwischen Hase und Igel, wie überhaupt Droopy in weiten Zügen dem Igel dieser Erzählung nachgebildet ist.
Seine Gegenspieler in diesen frühen Cartoons waren Butch, die irische Bulldogge, und ein namenloser diebischer, böser Wolf. In all diesen Cartoons wurde dem Zuschauer schnell zu verstehen gegeben, dass Droopy nur dem äußeren Anschein nach unintelligent, tatsächlich jedoch ein „ausgekochtes Schlitzohr“ ist, dem es mit Geschick und verstörendem Stoizismus immer gelingt, seine Widersacher zu überlisten.
1956 übernahm Averys Animator Michael Lah Regie und künstlerische Leitung der Droopy-Cartoons, dem er die Figuren von Spike dem Hund und Jubalio Wolf als Partner/Gegenspieler zur Seite stellte. 1980 produzierte Filmation eine Reihe billig hergestellter Droopy-Kurzfilme für das Fernsehen, in denen sich Frank Welker und der Produzent Lou Scheimer als Droopys Synchronstimme ablösten.
In den 1990er Jahren wurden weitere Droopy-Kurzfilme für die Zeichentrickserie Tom & Jerry Kids hergestellt, in denen ihm ein kleiner Sohn namens Dripple zur Seite gestellt wird. Außerdem entstand eine Spin-off-Serie („Droopy Master Detective“), die Droopy und Dripple als Privatdetektive im Stil der „hard-boiled novels“ der 1930er und 1940er und insbesondere der Filme der Schwarzen Serie zeigt, wobei die putzige Erscheinung der beiden Bassets mit ihrer genre-konformen Kleidung (Trenchcoats und Fedorahüte) auf niedliche Weise kontrastierte. Daneben hatte Droopy Cameo-Auftritte in zwei Kinofilmen: als Lift-Boy in Falsches Spiel mit Roger Rabbit und in Tom & Jerry – Der Film. Darüber hinaus diente er als Vorlage für die Figur des Hans Maulwurf in der Serie Die Simpsons von Matt Groening. Eine Comicreihe in den 1990ern bei Dark Horse war nur kurzlebig. 2004 trat er in der Episode 19 („Droopy Botox“, 18. Juli 2004) der Serie „Harvey Birdman: Attorney at Law“ als Klient des Titelhelden auf, der nach einem Lifting mit massiven Gesichtsfalten zu kämpfen hat, die er indessen zu mögen gelernt hat.
2005 verglich die Harald Schmidt Show die Mimik des CDU-Politikers Friedrich Merz in der Talkshow Sabine Christiansen mit Droopy.

## Deutsche Synchronfassungen
In Deutschland wurde die Figur in den 1980er Jahren in der Fernseh-Serie „Mein Name ist Drops“ bekannt, die aus einem Zusammenschnitt der Kinofilme um Droopy, aber auch anderen Figuren bestand. Die deutsche Fassung stammte von Siegfried Rabe, die Stimme von Drops steuerte Kurt Zips bei.
Später wurden die ursprünglichen Kurzfilme jedoch auch separat, manchmal mit deutschen Untertiteln, aber auch in neuen Synchronfassungen ausgestrahlt. Ausstrahlungen erfolgten im ZDF, auf KiKA, auf ProSieben, im Hr-fernsehen und auf Boomerang.
2007 erschienen alle 24 Kurzfilme auf der Doppel-DVD-Box "Tex Avery's Droopy: Die komplette Collection".
1994 wurde die erstmals 1993 in den USA veröffentlichte 13-teilige Fernsehserie Droopy, der Meisterdetektiv (im englischen Original: Droopy, Master Detective) erstmals auf Deutsch synchronisiert auf RTL ausgestrahlt. Eine rund 20-minütige Folge bestand aus 3 Minifolgen. Weitere Ausstrahlungen erfolgten auf RTL II und Boomerang.

## Filmographie
Kurzfilme:
- Dumb-Hounded (1943) – Droopys wilde verwegene Jagd
- The Shooting of Dan McGoo (1945) – Schüsse auf Dan McGoo
- Wild and Woolfy (1945) – Droopy, der Held der Prärie
- Northwest Hounded Police (1946) – Abenteuer im Gefängnis (TV-Titel); Jagdsaison (DVD-Titel)
- Señor Droopy (1949) – Senor Droopy
- Wags to Riches (1949) – Erben oder Sterben?
- Out-Foxed (1949) – Droopy, ein ausgefuchster Typ
- The Chump Champ (1950) – Sportskanonen
- Daredevil Droopy (1951) – Teufelskerle
- Droopy's Good Deed (1951) – Gute Taten
- Droopy's Double Trouble (1951) – Doppelt hält besser
- Caballero Droopy (1952) – Einer zuviel
- The Three Little Pups (1953) – Drei kleine Hunde (TV-Titel); Snoopy, Loopy und Droopy (DVD-Titel)
- Drag-A-Long Droopy (1954) – Schafe gegen Rinder (TV-Titel); Schlaflose Zeiten (DVD-Titel)
- Homesteader Droopy (1954) – Droopy im Wilden Westen
- Dixieland Droopy (1954) – Dixieland Droopy Drops
- Deputy Droopy (1955) – Droopy, der Schrecken der Unterwelt
- Millionaire Droopy (1956) – Millionaire Droopy [Remake von "Wags to Riches" (1949)]
- Grin and Share It (1957) – Droopy nimmt keiner hops (TV-Titel); Drops nimmt keiner hops! (DVD-Titel)
- Blackboard Jumble (1957) – Lehrer Wolf
- One Droopy Knight (1957) – Edle Taten
- Sheep Wrecked (1958) – So ein Schafskopf (TV-Titel); Wer anderen eine Grube gräbt... (alternativer TV-Titel); Drops als Schafhirte (DVD-Titel)
- Mutts About Racing (1958) – Wettrennen
- Droopy Leprechaun (1958) – Droopy, der Heinzelmann

Fernsehserien:
- Droopy Dog (1943–1955) – Mein Name ist Drops!

- Droopy: Master Detective (1993) – Droppy, der Meisterdetektiv